# Ulughbegaszaurusz
90 millió évvel ezelőtt élt zsarnokgyík. Maradványát a Calgary Egyetem munkatársai fedezték fel. A Tyrannosaurus Rex új faja a Ulughbegaszaurusz nevet kapta.
Az ősgyík nyolc métert is elérhette és egy tonnát nyomott. A T-Rexek ekkor még fejlődésük korábbi stádiumában jártak, és csak 200 kilósra nőttek meg.
A kutatók a fajt egy orosz paleontológus által a 80-as években talált állkapocstöredék alapján azonosították 2019-ben. A Calgary Egyetem munkatársai, Kohei Tanaka és Darla Zelenitsky később egy fogat is találtak az állkapocshoz, és háromdimenziós modellezés segítségével tudták meghatározni az új fajt.

## Felfedezés és elnevezés
Az Ulughbegsaurust kezdetben az üzbegisztáni Bissekty Formációban fedezték fel az 1980-as években az UzSGM 11-01-02 holotípus alapján , amely egy részleges bal felső állkapocsból állt . A holotípus jelentősége ellenére az Üzbég Köztársaság Állami Földtani és Ásványi Erőforrások Bizottsága Állami Földtani Múzeumának gyűjteményében maradt ( Taskent , Üzbegisztán ) egészen 2019-ig, amikor újra felfedezték. Két további hivatkozott példányt tulajdonítottak a nemzetségnek, köztük a CCMGE 600 /12457-et , amely egy bal felső állcsont jugal ramusa, amelyet korábban dromaeosauridának neveztek. Itemirus és ZIN PH 357/16 , a jobb felső állcsont hátsó vége.
A Bissekty Formációból izolált fogak hasonlóságot mutatnak a carcharodontosaurus morfológiájával , ami arra utal, hogy az Ulughbegsaurushoz vagy esetleg a carcharodontosaurusok egy másik neméhez tartozhatnak.
A nemzetséget és a fajt később 2021-ben Tanaka és munkatársai nevezték el, tisztelegve a 15. századi timurida szultán és tudós Ulugh Beg, valamint a felfedezés országa előtt.

## Leírás
Az Ulughbegsaurus testhosszát 7,5–8 méterre (25–26 lábra) becsülik, súlyát pedig több mint 1000 kilogrammra (2200 fontra) becsülik. 

## Osztályozás
Tanaka et al. két filogenetikai elemzést végzett két különböző adatkészlet felhasználásával, hogy meghatározza az Ulughbegsaurus kapcsolatait . Az első egy politómiába helyezte, beleértve a Neovenatort és más megaraptoránokat , míg a második egy politómiába helyezte, beleértve más bazális carcharodontosaurusokat is; a megaraptoránokat ehelyett a Tyrannosauroidea tagjaiként találták meg.

## Forrás
- https://history.karpat.in.ua/?p=2593&lang=hu
- https://index.hu/techtud/2021/09/18/ulughbegasaurus-tyrannosaurus-dino-paleontologia-ragadozo-calgary-egyetem/